# Israel Kleiner (wiskundige)
Israel Kleiner is een Canadees wiskundige die zich met name toelegt op de geschiedenis van de wiskunde.
Kleiner promoveerde aan de McGill University op een onderwerp uit de ringtheorie. Hij is verbonden geweest aan de York University. Daar was hij onder andere verantwoordelijk voor de contacten met het middelbaar onderwijs. Naast de geschiedenis van de wiskunde gaat zijn belangstelling ook uit naar het wiskundig onderwijs.

## Werken
- (en)  A History of Abstract Algebra, Birkhäuser, 2007, ISBN 978-0-8176-4684-4
- (en)  The Evolution of Group Theory: a brief Survey, Mathematics magazine, 1986